# Forkuševci
Forkuševci is een plaats in de gemeente Viškovci in de Kroatische provincie Osijek-Baranja. De plaats telt 515 inwoners (2001).